# Населення Перу
Населення Перу. Чисельність населення країни 2015 року становила 30,444 млн осіб (44-те місце у світі). Чисельність перуанців стабільно збільшується, народжуваність 2015 року становила 18,28 ‰ (100-те місце у світі), смертність — 6,01 ‰ (164-те місце у світі), природний приріст — 0,97 % (120-те місце у світі) . 

## Природний рух

### Відтворення
Народжуваність в Перу, станом на 2015 рік, дорівнює 18,28 ‰ (100-те місце у світі). Коефіцієнт потенційної народжуваності 2015 року становив 2,18 дитини на одну жінку (99-те місце у світі). Рівень застосування контрацепції 75,5 % (станом на 2012 рік). Середній вік матері при народженні першої дитини становив 22,2 року, медіанний вік для жінок — 25—29 років (оцінка на 2013 рік).
Смертність в Перу 2015 року становила 6,01 ‰ (164-те місце у світі).
Природний приріст населення у країні 2015 року становив 0,97 % (120-те місце у світі).

### Вікова структура

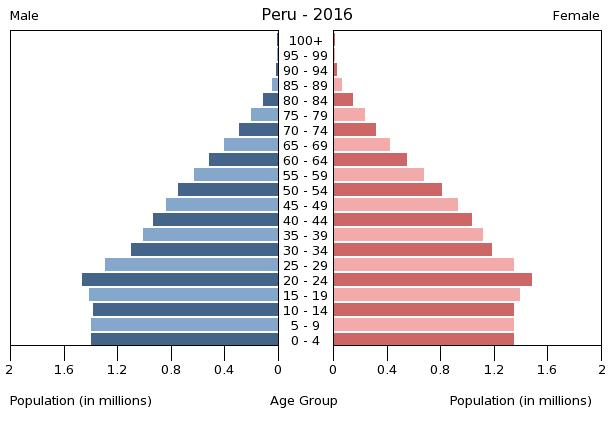
Віково-статева піраміда населення Перу, 2016 рік

Середній вік населення Перу становить 27,7 року (138-ме місце у світі): для чоловіків — 26,9, для жінок — 28,4 року. Очікувана середня тривалість життя 2015 року становила 73,48 року (130-те місце у світі), для чоловіків — 71,45 року, для жінок — 75,6 року.
Вікова структура населення Перу, станом на 2015 рік, мала такий вигляд:
- діти віком до 14 років — 26,95 % (4 174 434 чоловіка, 4 029 691 жінка);
- молодь віком 15—24 роки — 18,93 % (2 884 314 чоловіків, 2 877 403 жінки);
- дорослі віком 25—54 роки — 39,65 % (5 801 997 чоловіків, 6 268 941 жінка);
- особи передпохилого віку (55—64 роки) — 7,45 % (1 103 641 чоловік, 1 164 821 жінка);
- особи похилого віку (65 років і старіші) — 7,03 % (1 013 806 чоловіків, 1 125 951 жінка)[1].

## Розселення

Густота населення в Перу за департаментами, 2007 рік

Густота населення країни 2015 року становила 24,5 особи/км² (192-ге місце у світі). Третина населення країни мешкає вздовж пустельного тихоокеанського узбережжя, найбільша концентрація навколо Ліми. Андські високогір'я населені індіанськими народами, що становлять половину населення країни. Східні схили Анд і прилеглі тропічні вологі ліси малонаселені.

### Урбанізація
Перу високоурбанізована країна. Рівень урбанізованості становить 78,6 % населення країни (станом на 2015 рік), темпи зростання частки міського населення — 1,69 % (оцінка тренду за 2010—2015 роки).
Головні міста держави: Ліма (столиця) — 9,897 млн осіб, Арекіпа — 850,0 тис. осіб, Трухільйо — 798,0 тис. осіб (дані за 2015 рік).

### Міграції
Річний рівень еміграції 2015 року становив 2,53 ‰ (174-те місце у світі). Цей показник не враховує різниці між законними і незаконними мігрантами, між біженцями, трудовими мігрантами та іншими.

#### Біженці й вимушені переселенці
Станом на 2015 рік, в країні налічується 60,0 тис. внутрішньо переміщених осіб через громадянську війну 1980—2000 років, більшість з них індіанці Анд і Амазонської низовини.
Перу є членом Міжнародної організації з міграції (IOM).

## Расово-етнічний склад
| Етнічний склад (2015 рік) | Етнічний склад (2015 рік) | Етнічний склад (2015 рік) | Етнічний склад (2015 рік) | Етнічний склад (2015 рік) |
| ------------------------- | ------------------------- | ------------------------- | ------------------------- | ------------------------- |
| Етнос:                    |                           |                           | Відсоток:                 |                           |
| індіанці                  | індіанці                  |                           | 45%                       | 45%                       |
| метиси                    | метиси                    |                           | 37%                       | 37%                       |
| білі                      | білі                      |                           | 15%                       | 15%                       |
| інші                      | інші                      |                           | 3%                        | 3%                        |

Головні етноси країни: індіанці — 45 %, метиси (індіанці й іспанці) 37 %, білі — 15 %, темношкірі, японці, китайці й інші — 3 % населення.

## Мови
| Мови Перу (2012 рік) | Мови Перу (2012 рік) | Мови Перу (2012 рік) | Мови Перу (2012 рік) | Мови Перу (2012 рік) |
| -------------------- | -------------------- | -------------------- | -------------------- | -------------------- |
| Мова:                |                      |                      | Відсоток:            |                      |
| іспанська            | іспанська            |                      | 84.1%                | 84.1%                |
| кечуа                | кечуа                |                      | 13%                  | 13%                  |
| аймара               | аймара               |                      | 1.7%                 | 1.7%                 |
| ашанінка             | ашанінка             |                      | 0.3%                 | 0.3%                 |
| інші                 | інші                 |                      | 0.8%                 | 0.8%                 |

Офіційні мови: іспанська — розмовляє 84,1 % населення країни, кечуа — 13 %, аймара — 1,7 %. Інші поширені мови: ашанінка — 0,3 %, інші — 0,8 % (оцінка 2007 року).

## Релігії
| Релігії в Перу (2007 рік) | Релігії в Перу (2007 рік) | Релігії в Перу (2007 рік) | Релігії в Перу (2007 рік) | Релігії в Перу (2007 рік) |
| ------------------------- | ------------------------- | ------------------------- | ------------------------- | ------------------------- |
| Віросповідання:           |                           |                           | Відсоток:                 |                           |
| католики                  | католики                  |                           | 81.3%                     | 81.3%                     |
| протестанти               | протестанти               |                           | 12.5%                     | 12.5%                     |
| інші                      | інші                      |                           | 3.3%                      | 3.3%                      |
| атеїсти                   | атеїсти                   |                           | 2.9%                      | 2.9%                      |

Головні релігії й вірування, які сповідує, і конфесії та церковні організації, до яких відносить себе населення країни: римо-католицтво — 81,3 %, євангелізм — 12,5 %, інші — 3,3 %, не сповідують жодної — 2,9 % (станом на 2007 рік).

## Освіта
Рівень письменності 2015 року становив 94,5 % дорослого населення (віком від 15 років): 97,3 % — серед чоловіків, 91,7 % — серед жінок.
Державні витрати на освіту становлять 3,7 % ВВП країни, станом на 2014 рік (145-те місце у світі). Середня тривалість освіти становить 13 років, для хлопців — до 13 років, для дівчат — до 14 років (станом на 2010 рік).

## Охорона здоров'я
Забезпеченість лікарями у країні на рівні 1,13 лікаря на 1000 мешканців (станом на 2012 рік). Забезпеченість лікарняними ліжками у стаціонарах — 1,5 ліжка на 1000 мешканців (станом на 2012 рік). Загальні витрати на охорону здоров'я 2014 року становили 5,5 % ВВП країни (140-ве місце у світі).
Смертність немовлят до 1 року, станом на 2015 рік, становила 19,59 ‰ (89-те місце у світі); хлопчиків — 21,79 ‰, дівчаток — 17,29 ‰. Рівень материнської смертності 2015 року становив 68 випадків на 100 тис. народжень (90-те місце у світі).
Перу входить до складу ряду міжнародних організацій: Міжнародного руху (ICRM) і Міжнародної федерації товариств Червоного Хреста і Червоного Півмісяця (IFRCS), Дитячого фонду ООН (UNISEF), Всесвітньої організації охорони здоров'я (WHO).

### Захворювання
Потенційний рівень зараження інфекційними хворобами в країні дуже високий. Найпоширеніші інфекційні захворювання: діарея, гепатит А, черевний тиф, гарячка денге, малярія, бартонельози. Станом на серпень 2016 року в країні були зареєстровані випадки зараження вірусом Зіка через укуси комарів Aedes, переливання крові, статевим шляхом, під час вагітності.
2014 року зареєстровано 71,9 тис. хворих на СНІД (51-ше місце в світі), це 0,36 % населення в репродуктивному віці 15—49 років (77-ме місце у світі). Смертність 2014 року від цієї хвороби становила 2,5 тис. осіб (51-ше місце у світі).
Частка дорослого населення з високим індексом маси тіла 2014 року становила 20,4 % (117-те місце у світі); частка дітей віком до 5 років зі зниженою масою тіла становила 3,1 % (оцінка на 2014 рік). Ця статистика показує як власне стан харчування, так і наявну/гіпотетичну поширеність різних захворювань.

### Санітарія
Доступ до облаштованих джерел питної води 2015 року мало 91,4 % населення в містах і 69,2 % в сільській місцевості; загалом 86,7 % населення країни. Відсоток забезпеченості населення доступом до облаштованого водовідведення (каналізація, септик): в містах — 82,5 %, в сільській місцевості — 53,2 %, загалом по країні — 76,2 % (станом на 2015 рік). Споживання прісної води, станом на 2005 рік, дорівнює 19,34 км³ на рік, або 727,6 тонни на одного мешканця на рік: з яких 8 % припадає на побутові, 10 % — на промислові, 82 % — на сільськогосподарські потреби.

## Соціально-економічне становище
Співвідношення осіб, що в економічному плані залежать від інших, до осіб працездатного віку (15—64 роки) загалом становить 53,2 % (станом на 2015 рік): частка дітей — 42,7 %; частка осіб похилого віку — 10,5 %, або 9,6 потенційно працездатного на 1 пенсіонера. Загалом ці показники характеризують рівень затребуваності державної допомоги в секторах освіти, охорони здоров'я і пенсійного забезпечення, відповідно. За межею бідності 2012 року перебувало 25,8 % населення країни. Розподіл доходів домогосподарств у країні має такий вигляд: нижній дециль — 1,4 %, верхній дециль — 36,1 % (станом на 2010 рік).
Станом на 2013 рік у країні 2,9 млн осіб не мало доступу до електромереж; 91 % населення має доступ, в містах цей показник дорівнює 98 %, у сільській місцевості — 73 %. Рівень проникнення інтернет-технологій середній. Станом на липень 2015 року в країні налічувалось 12,452 млн унікальних інтернет-користувачів (39-те місце у світі), що становило 40,9 % загальної кількості населення країни.

### Трудові ресурси
Загальні трудові ресурси 2015 року становили 16,8 млн осіб (38-ме місце у світі). Зайнятість економічно активного населення у господарстві країни розподіляється таким чином: аграрне, лісове і рибне господарства — 25,8 %; промисловість і будівництво — 17,4 %; сфера послуг — 56,8 % (станом на 2011 рік). 2,545 млн дітей у віці від 5 до 17 років (34 % загальної кількості) 2007 року були залучені до дитячої праці. Безробіття 2014 року дорівнювало 6,1 % працездатного населення, 2013 року — 5,5 % (69-те місце у світі); серед молоді у віці 15—24 років ця частка становила 8,8 %, серед юнаків — 8,3 %, серед дівчат — 9,3 % (101-ше місце у світі). Розрахунки зроблені на основі статистики по Лімі, реальний стан по країні значно гірший.

## Кримінал

### Наркотики

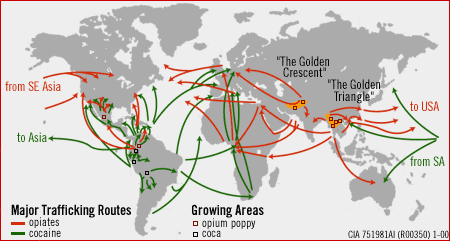
Світові маршрути наркотрафіку

До 1996 року країна була найбільшим виробником листя коки, на даний момент поступилась лідерством Колумбії. Станом на 2009 рік, у країні коки вирощувалась на плантаціях загальною площею 40 тис. га (трохи менше ніж 2008 року). Перу — другий, після Колумбії, світовий лідер з виробництва кокаїну — 225 тонн 2009 року. Кокаїн вивозиться через морські порти в різні куточки світу, суходолом — до Бразилії, Аргентини, Чилі, Болівії. У країні постійно зростає внутрішнє споживання наркотиків.

### Торгівля людьми
Згідно зі щорічною доповіддю про торгівлю людьми (англ. Trafficking in Persons Report) Управління з моніторингу та боротьби з торгівлею людьми Державного департаменту США, уряд Перу докладає значних зусиль у боротьбі з явищем примусової праці, сексуальної експлуатації, незаконною торгівлею внутрішніми органами, але законодавство відповідає мінімальним вимогам американського закону 2000 року щодо захисту жертв (англ. Trafficking Victims Protection Act’s) не в повній мірі, країна перебуває у списку другого рівня.

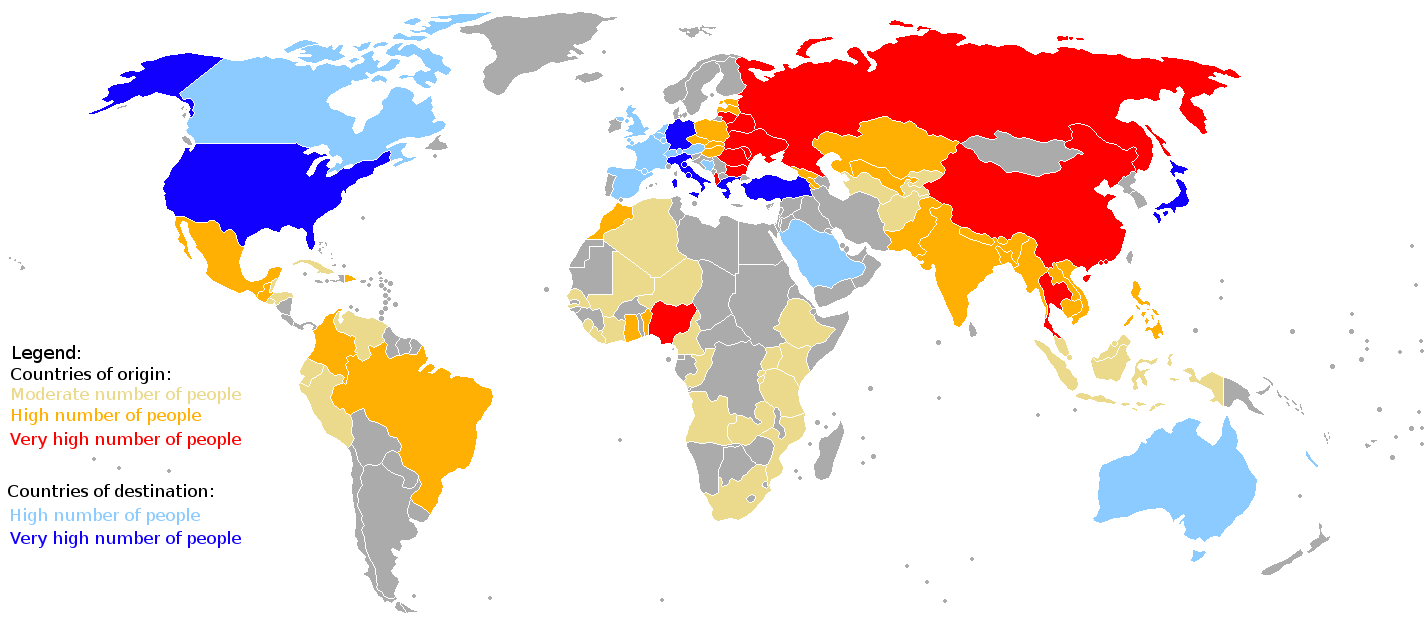
Країни-донори (червоний) і країни-реципієнти кримінальних потоків  (англ.)
Глобальна боротьба з торгівлею людьми (англ.)

## Гендерний стан
Статеве співвідношення (оцінка 2015 року):
- при народженні — 1,05 особи чоловічої статі на 1 особу жіночої;
- у віці до 14 років — 1,04 особи чоловічої статі на 1 особу жіночої;
- у віці 15—24 років — 1 особи чоловічої статі на 1 особу жіночої;
- у віці 25—54 років — 0,93 особи чоловічої статі на 1 особу жіночої;
- у віці 55—64 років — 0,95 особи чоловічої статі на 1 особу жіночої;
- у віці старше за 64 роки — 0,9 особи чоловічої статі на 1 особу жіночої;
- загалом — 0,97 особи чоловічої статі на 1 особу жіночої[1].

## Демографічні дослідження
Демографічні дослідження у країні ведуться рядом державних і наукових установ:

### Українською
- Атлас. 10—11 клас. Економічна і соціальна географія світу / упорядники :  О. Я. Скуратович, Н. І. Чанцева. — К. : ДНВП «Картографія», 2010. — ISBN 978-966-475-639-3.
- Атлас світу / голов. ред. І. С. Руденко ; зав. ред. В. В. Радченко ; відп. ред. О. В. Вакуленко. — К. : ДНВП «Картографія», 2005. — 336 с. — ISBN 9666315467.
- Безуглий В. В. Економічна і соціальна географія зарубіжних країн : Навчальний посібник. — К. : ВЦ «Академія», 2007. — 704 с. — ISBN 978-966-580-239-6.
- Безуглий В. В., Козинець С. В. Регіональна економічна і соціальна географія світу : Навчальний посібник. — видання 2-ге, доп., перероб. — К. : ВЦ «Академія», 2007. — 688 с. — ISBN 966-580-144-9.
- Головченко В. І., Кравчук О. Країнознавство: Азія, Африка, Латинська Америка, Австралія і Океанія. — К., 2006. — 335 с. — ISBN 966-8939-04-2.
- Гудзеляк І. І. Географія населення: Навчальний посібник / І. Гудзеляк. — Л. : Видавничий центр ЛНУ імені Івана Франка, 2008. — 232 с. — ISBN 978-966-613-599-8.
- Дахно І. І. Країни світу: Енциклопедичний довідник / І. І. Дахно, С. М. Тимофієв. — К. : Мапа, 2011. — 606 с. — (Бібліотека нового українця) — ISBN 978-966-8804-23-6.
- Дахно І. І. Економічна географія зарубіжних країн : навчальний посібник. — К. : Центр учбової літератури, 2014. — 319 с. — ISBN 978-611-01-0682-5.
- Джаман В. О. Регіональні системи розселення: демографічні аспекти. — Чернівці : Рута, 2003. — 392 с. — ISBN 9665685988.
- Дорошенко Л. С. Демографія: Навчальний посібник. — К. : МАУП, 2005. — 112 с. — ISBN 966-608-442-2.
- Дубович І. А. Країнознавчий словник-довідник. — 5-те вид., перероб. і доп. — К. : Знання, 2008. — 839 с. — ISBN 978-966-346-330-8.
- Економічна і соціальна географія країн світу. Навчальний посібник / За ред. Кузика С. П. — Л. : Світ, 2002. — 672 с. — ISBN 966-603-178-7.
- Загальна медична географія світу / В. О. Шевченко [та ін.] — К. : [б.в.], 1998. — 178 с.
- Книш М. М., Мамчур О. І. Регіональна економічна і соціальна географія світу (Латинська Америка та Карибські країни, Африка, Азія, Океанія) : навч. посіб. — Л. : ЛНУ ім. Івана Франка, 2013. — 368 с. — ISBN 978-617-10-0007-0.
- Крисаченко В. С. Динаміка населення: Популяційні, етнічні та глобальні виміри. — К. : Видавництво Національного інституту стратегічних досліджень, 2005. — 368 с. — ISBN 966-554-083-1.
- Кузик С. П., Книш М. М. Економічна і соціальна географія країн Америки : навч. посіб. — Л. : ЛНУ ім. Івана Франка, 1999. — 299 с. — ISBN 966-613-026-2.
- Любіцева О. О., Мезенцев К. В., Павлов С. В. Географія релігій. — К. : АртЕК, 1999. — 504 с. — ISBN 966-505-006-0.
- Масляк П. О. Країнознавство. — К. : Знання, 2007. — 292 с. — (Вища освіта XXI століття)
- Масляк П. О., Дахно І. І. Економічна і соціальна географія світу / П. О. Масляк, І. І. Дахно ; за ред. П. О. Масляка. — К. : Вежа, 2003. — 280 с. — ISBN 966-7091-53-8.

### Російською
- (рос.) Перу // Демографический энциклопедический словарь / главн. ред. Валентей Д. И. — М. : Советская энциклопедия, 1985. — 608 с.
- (рос.) Перу // Латинская Америка. Энциклопедический справочник [в 2-х тт.] / Главный редактор В. В. Вольский. — М. : Советская энциклопедия, 1982. — Т. 2. К-Я. — 656 с.
- (рос.) Перу // Страны и народы. Америка. Южная Америка / Редкол. : В. В. Вольский  (отв. ред.) и др. — М. : «Мысль», 1983. — 285 с. — (Страны и народы) — 180 тис. прим.
- (рос.) Атлас народов мира / Отв. ред. С. И. Брук и В. С. Апенченко. — М. : ГУГК ГГК СССР и Институт этнографии им. Н. Н. Миклухо-Маклая АН СССР, 1964. — 185 с. — 20 тис. прим.
- (рос.) Численность и расселение народов мира. Этнографические очерки / под ред. С. И. Брука. — М. : Издательство АН СССР, 1962. — 487 с.
- (рос.) Лаппо Г. М. География городов: Учебное пособие для географических факультетов вузов. — М. : Туманит, изд. центр ВЛАДОС, 1997. — 476 с. — ISBN 5-691-00047-0.
- (рос.) Ягельский А. География населения. — М. : Прогресс, 1980. — 383 с.